# ليندون ليا
ليندون ليا (بالإنجليزية: Lyndon Lea)‏ هو خبير مالي بريطاني، ولد في 13 يناير 1969 في Morecambe ‏ في المملكة المتحدة.